# 49. Międzynarodowy Festiwal Filmowy w Cannes
49. Międzynarodowy Festiwal Filmowy w Cannes odbył się w dniach 9−20 maja 1996 roku. Imprezę otworzył pokaz francuskiego filmu Śmieszność w reżyserii Patrice'a Leconte'a. W konkursie głównym zaprezentowane zostały 22 filmy pochodzące z 15 różnych krajów.
Jury pod przewodnictwem amerykańskiego reżysera Francisa Forda Coppoli przyznało nagrodę główną festiwalu, Złotą Palmę, brytyjskiemu filmowi Sekrety i kłamstwa w reżyserii Mike’a Leigh. Drugą nagrodę w konkursie głównym, Grand Prix, przyznano duńskiemu obrazowi Przełamując fale w reżyserii Larsa von Triera.
Galę otwarcia i zamknięcia festiwalu prowadziła francuska aktorka Sabine Azéma.

## Członkowie jury

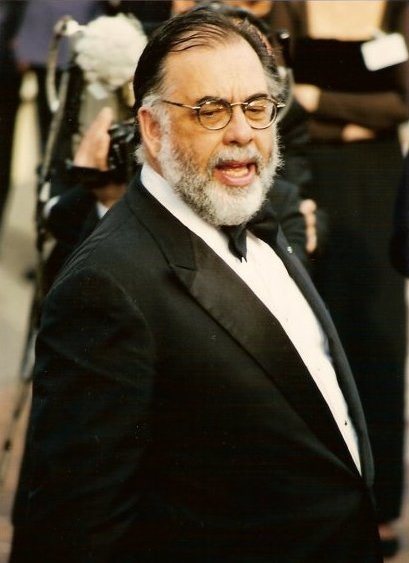
Przewodniczący jury konkursu głównego Francis Ford Coppola.

### Konkurs główny
- Francis Ford Coppola, amerykański reżyser − przewodniczący jury[5]
- Michael Ballhaus, niemiecki operator filmowy
- Nathalie Baye, francuska aktorka
- Henry Chapier, francuski krytyk filmowy
- Atom Egoyan, kanadyjski reżyser
- Eiko Ishioka, japońska kostiumolożka
- Krzysztof Piesiewicz, polski scenarzysta
- Greta Scacchi, włoska aktorka
- Antonio Tabucchi, włoski pisarz
- Trần Anh Hùng, wietnamski reżyser

### Złota Kamera – debiuty reżyserskie
- Françoise Fabian, francuska aktorka − przewodnicząca jury
- Gian Luca Farinelli, dyrektor Cineteca di Bologna
- Ramón Font, hiszpański krytyk filmowy
- Sandrine Gady, francuska miłośniczka kina
- Jacques Kermabon, francuski krytyk filmowy
- Daniel Schmid, szwajcarski reżyser
- Antoine Simkine, francuski producent filmowy

## Selekcja oficjalna

### Otwarcie i zamknięcie festiwalu
|             | Tytuł            | Reżyseria        | Kraj produkcji    |
| ----------- | ---------------- | ---------------- | ----------------- |
| Otwierający | Śmieszność       | Patrice Leconte  | Francja           |
| Zamykający  | Igraszki z losem | David O. Russell | Stany Zjednoczone |

### Konkurs główny
Następujące filmy zostały wyselekcjonowane do udziału w konkursie głównym o Złotą Palmę:
| Tytuł polski                   | Tytuł oryginalny                                | Reżyseria           | Kraj produkcji    |
| ------------------------------ | ----------------------------------------------- | ------------------- | ----------------- |
| Przełamując fale               | Breaking the Waves                              | Lars von Trier      | Dania             |
| O co chodzi w seksie?          | Comment je me suis disputé... (ma vie sexuelle) | Arnaud Desplechin   | Francja           |
| Crash: Niebezpieczne pożądanie | Crash                                           | David Cronenberg    | Kanada            |
| Fargo                          | Fargo                                           | Joel Coen           | Stany Zjednoczone |
| Kusicielski księżyc            | 風月 Feng yue                                   | Chen Kaige          | Chiny             |
| Wielce skromny bohater         | Un héros très discret                           | Jacques Audiard     | Francja           |
| Ósmy dzień                     | Le huitième jour                                | Jaco Van Dormael    | Belgia            |
| Kansas City                    | Kansas City                                     | Robert Altman       | Stany Zjednoczone |
| Dryfujące obłoki               | Kauas pilvet karkaavat                          | Aki Kaurismäki      | Finlandia         |
| Żegnaj, Południe, żegnaj       | 南國再見,南國 Nan guo zai jian, nan guo         | Hou Hsiao-hsien     | Tajwan            |
| Drzewo we krwi                 | Po di Sangui                                    | Flora Gomes         | Gwinea Bissau     |
| Za późno                       | Prea târziu                                     | Lucian Pintilie     | Rumunia           |
| Cichy pokój                    | The Quiet Room                                  | Rolf de Heer        | Australia         |
| Śmieszność                     | Ridicule                                        | Patrice Leconte     | Francja           |
| Drugi raz                      | La seconda volta                                | Mimmo Calopresti    | Włochy            |
| Sekrety i kłamstwa             | Secrets & Lies                                  | Mike Leigh          | Wielka Brytania   |
| Ukryte pragnienia              | Stealing Beauty                                 | Bernardo Bertolucci | Włochy            |
| Dogonić słońce                 | Sunchaser                                       | Michael Cimino      | Stany Zjednoczone |
| Ziemia                         | Tierra                                          | Julio Medem         | Hiszpania         |
| Trzy życia i jedna śmierć      | Trois vies et une seule mort                    | Raúl Ruiz           | Francja           |
| Furgonetka                     | The Van                                         | Stephen Frears      | Irlandia          |
| Złodzieje                      | Les voleurs                                     | André Téchiné       | Francja           |

### Pokazy pozakonkursowe
Następujące filmy zostały wyświetlone na festiwalu w ramach pokazów pozakonkursowych:
| Tytuł polski                                      | Tytuł oryginalny                  | Reżyseria                         | Kraj produkcji    |
| ------------------------------------------------- | --------------------------------- | --------------------------------- | ----------------- |
| Powinowactwa z wyboru                             | Le affinità elettive              | Paolo i Vittorio Taviani          | Włochy            |
| Igraszki z losem                                  | Flirting with Disaster            | David O. Russell                  | Stany Zjednoczone |
| Dzień premiery "Zbliżenia" (film krótkometrażowy) | Il giorno della prima di Close Up | Nanni Moretti                     | Włochy            |
| Dziewczyna nr 6                                   | Girl 6                            | Spike Lee                         | Stany Zjednoczone |
| Mikrokosmos                                       | Microcosmos: Le peuple de l'herbe | Claude Nuridsany i Marie Pérennou | Francja           |
| Runaway Brain (film krótkometrażowy)              | Runaway Brain                     | Chris Bailey                      | Stany Zjednoczone |
| Trainspotting                                     | Trainspotting                     | Danny Boyle                       | Wielka Brytania   |

### Sekcja „Un Certain Regard”
Następujące filmy zostały wyświetlone na festiwalu w ramach sekcji "Un Certain Regard":

#### Filmy fabularne
| Tytuł polski              | Tytuł oryginalny         | Reżyseria             | Kraj produkcji    |
| ------------------------- | ------------------------ | --------------------- | ----------------- |
| Bękart z Karoliny         | Bastard Out of Carolina  | Anjelica Huston       | Stany Zjednoczone |
| Usta Jean-Pierre’a        | La bouche de Jean-Pierre | Lucile Hadžihalilović | Francja           |
| Buenos Aires Vice Versa   | Buenos Aires Vice Versa  | Alejandro Agresti     | Argentyna         |
| Towarzyszka podróży       | Compagna di viaggio      | Peter Del Monte       | Włochy            |
| Opowieść letnia           | Conte d’été              | Éric Rohmer           | Francja           |
| Cwał                      | Cwał                     | Krzysztof Zanussi     | Polska            |
| Fourbi                    | Fourbi                   | Alain Tanner          | Szwajcaria        |
| Dywan                     | گبه Gabbeh               | Mohsen Makhmalbaf     | Iran              |
| Hajfa                     | حَيْفَا Haifa               | Rashid Masharawi      | Palestyna         |
| Sydney                    | Hard Eight               | Paul Thomas Anderson  | Stany Zjednoczone |
| Strzelałam do Warhola     | I Shot Andy Warhol       | Mary Harron           | Stany Zjednoczone |
| Irma Vep                  | Irma Vep                 | Olivier Assayas       | Francja           |
| Sposób na Szekspira       | Looking for Richard      | Al Pacino             | Stany Zjednoczone |
| Miłosna serenada          | Love Serenade            | Shirley Barrett       | Australia         |
| Lulu                      | Lulu                     | Srinivas Krishna      | Kanada            |
| Mossane                   | Mossane                  | Safi Faye             | Senegal           |
| Nas niewielu              | Mūsų nedaug              | Šarūnas Bartas        | Litwa             |
| Żałobnik                  | The Pallbearer           | Matt Reeves           | Stany Zjednoczone |
| Pillow Book               | The Pillow Book          | Peter Greenaway       | Wielka Brytania   |
| Sobota na planecie Ziemia | Un samedi sur la terre   | Diane Bertrand        | Francja           |
| Spirala przemocy          | Some Mother's Son        | Terry George          | Irlandia          |

#### Filmy krótkometrażowe
| Tytuł polski     | Tytuł oryginalny | Reżyseria         | Kraj produkcji    |
| ---------------- | ---------------- | ----------------- | ----------------- |
| No Way to Forget | No Way to Forget | Richard Frankland | Australia         |
| Poczta           | Pasts            | Laila Pakalniņa   | Łotwa             |
| Prom             | Pramis           | Laila Pakalniņa   | Łotwa             |
| The Waste Land   | The Waste Land   | Deborah Warner    | Stany Zjednoczone |

## Laureaci nagród

### Konkurs główny
Złota Palma

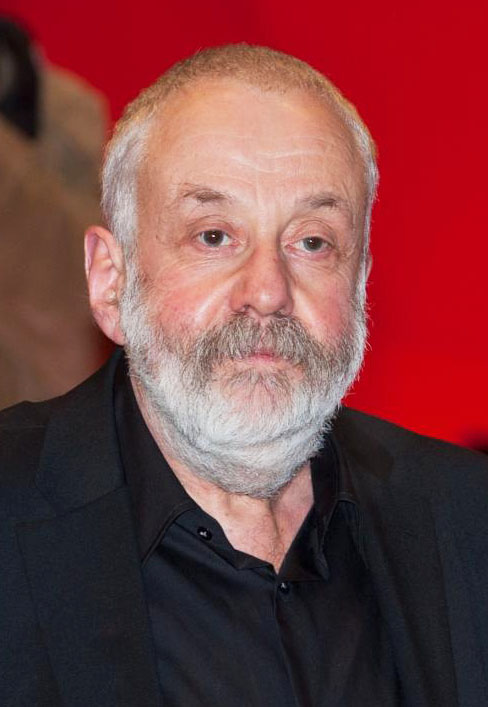
Mike Leigh, zdobywca Złotej Palmy.

- Sekrety i kłamstwa, reż. Mike Leigh

Grand Prix
- Przełamując fale, reż. Lars von Trier

Nagroda Specjalna Jury
- Crash: Niebezpieczne pożądanie, reż. David Cronenberg

Najlepsza reżyseria
- Joel Coen − Fargo

Najlepsza aktorka
- Brenda Blethyn − Sekrety i kłamstwa

Najlepszy aktor
- Daniel Auteuil i  Pascal Duquenne − Ósmy dzień

Najlepszy scenariusz
- Jacques Audiard i Alain Le Henry − Wielce skromny bohater

### Konkurs filmów krótkometrażowych
Złota Palma dla najlepszego filmu krótkometrażowego
- Szél, reż. Marcell Iványi

Nagroda Jury dla najlepszego filmu krótkometrażowego
- Small Deaths, reż. Lynne Ramsay

### Wybrane pozostałe nagrody

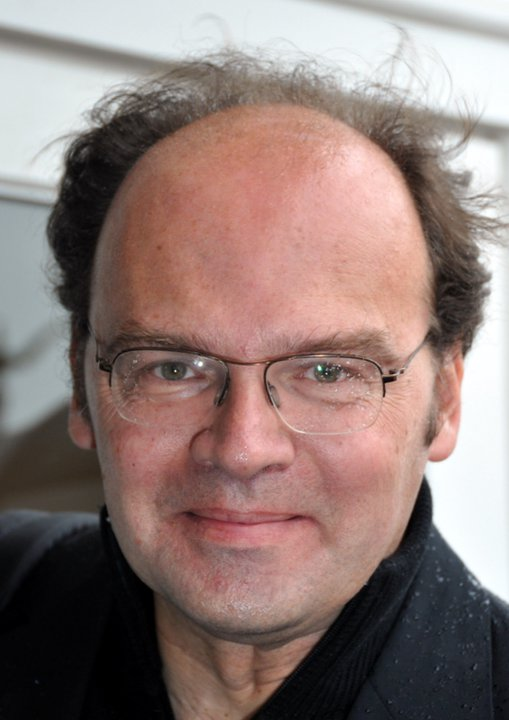
Kilkukrotnie nagrodzony Jean-Pierre Améris.

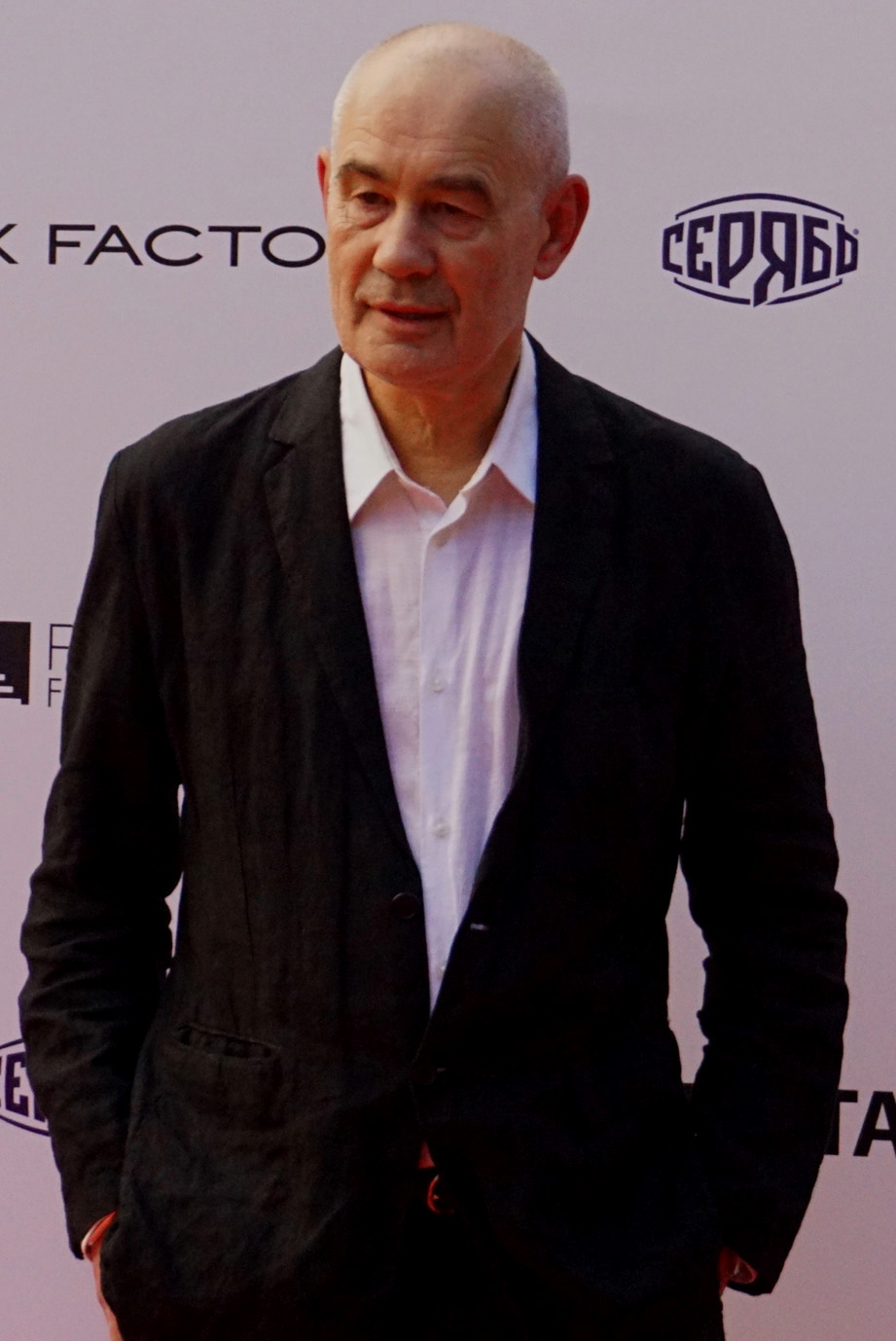
Laureat Nagrody FIPRESCI Siergiej Bodrow.

Złota Kamera za najlepszy debiut reżyserski
- Miłosna serenada, reż. Shirley Barrett

Nagroda Główna w sekcji „Międzynarodowy Tydzień Krytyki”
- Wyznania niewinnych, reż. Jean-Pierre Améris

Nagroda FIPRESCI
- Konkurs główny:  Sekrety i kłamstwa, reż. Mike Leigh
- Sekcja "Quinzaine des Réalisateurs":  Jeniec Kaukazu, reż. Siergiej Bodrow
- Sekcja „Un Certain Regard”:  Poczta i Prom, reż. Laila Pakalniņa

Nagroda Jury Ekumenicznego
- Sekrety i kłamstwa, reż. Mike Leigh
  - Wyróżnienie:  Dryfujące obłoki, reż. Aki Kaurismäki /  Dryfujące życie, reż. Lin Cheng-sheng

Wielka Nagroda Techniczna
- ekipa techniczna filmu Mikrokosmos

Nagroda Młodych
- Najlepszy film zagraniczny:  Biała noc, reż. Arnon Zadok
- Najlepszy film francuski:  Wyznania niewinnych, reż. Jean-Pierre Améris